# Leptogium hibernicum
Leptogium hibernicum är en lavart som beskrevs av M. E. Mitch. ex P. M. Jørg. Leptogium hibernicum ingår i släktet Leptogium och familjen Collemataceae.   Inga underarter finns listade i Catalogue of Life.